# Tumen (fleuve)
Pour les articles homonymes, voir Tumen.
Situé dans le nord-est de l'Asie, le fleuve Tumen (chinois traditionnel : 圖們江) ou Tuman (en coréen : 두만강, parfois transcrit Duman), ou encore Toumannaïa (en russe : Туманная), marque la  frontière entre la République populaire de Chine et la Corée du Nord, et, sur ses 17 derniers kilomètres, entre la Russie et la Corée du Nord. Tumen est un mot mandchou, venant du mongol tümen qui signifie « dix mille ».
Le fleuve prend sa source sur le mont Paektu, puis parcourt 521 km pour se jeter dans la mer de l'Est (mer du Japon). Sur sa rive nord s'étend la province chinoise de Jilin, et au sud, elle longe les provinces coréennes du Hamgyong du Nord et du Ryanggang. Les principales villes traversées sont Hoeryong, Namyang et Onsong en Corée du Nord ainsi que Tumen et Nanping en Chine.
Les alentours de l'estuaire comprennent une végétation et une faune rares, placées aujourd'hui sous haute protection.

## Histoire
Jusqu'au milieu du XIXe siècle, la rivière Tumen ne séparait que la Chine et la Corée. Par le traité de Pékin, conclu en 1860, la Chine abandonna une grande partie de son territoire à la Russie, et notamment la région de l'est de l'Oussouri. L'estuaire de la rivière Tumen devint ainsi le point de jonction entre trois pays : la Chine, la Corée — alors placée sous protectorat chinois depuis le XVIIe siècle — et la Russie. Des désaccords opposèrent la Chine et la Russie concernant l'emplacement exact de l'embouchure : les Russes voulant reculer la frontière d'environ 12 kilomètres par rapport à l'emplacement accepté par les Chinois. Le compromis se fit à mi-distance entre ces deux points, c'est-à-dire à 15 kilomètres de la mer. La Chine perdit ainsi sa façade maritime sur la mer de l'Est (mer du Japon).
En 1868, l'accord de Hunchun est venu adoucir le traité de Pékin en accordant aux Chinois un droit de passage dans l'estuaire sous la condition de notifier chaque trafic aux autorités russes.
Depuis 1992, les Russes et les Chinois se cèdent mutuellement du terrain. La Chine a pu acquérir une bande de terrain située le long de la rivière Tumen, en bordure du lac Khassan. Cette acquisition rapproche un peu plus la Chine de la mer mais ne lui en fournit pas encore l'accès.

### Traversée des réfugiés nord-coréens
Le Tumen est traversé depuis des années par des réfugiés nord-coréens fuyant le régime communiste, avec un afflux lors de la famine des années 1990. Bien que de nombreux gardes nord-coréens patrouillent la rive du fleuve, celui-ci est préféré comme lieu de passage pour se rendre en Chine car, au contraire du rapide et profond fleuve Yalou qui constitue la frontière à l'ouest, le Tumen est peu profond et étroit et offre plusieurs gués où l'on peut facilement traverser à pied ou en nageant. Les réfugiés coréens choisissent plus rarement de traverser face à la rive russe de la Tumen car les patrouilles russes, sur ce court tronçon, sont plus denses que les patrouilles chinoises et les réfugiés ne bénéficient pas en Russie d'une grande communauté ethnique coréenne où se cacher. 
Cette thématique est abordée dans le film La Rivière Tumen (2010) de Zhang Lu.

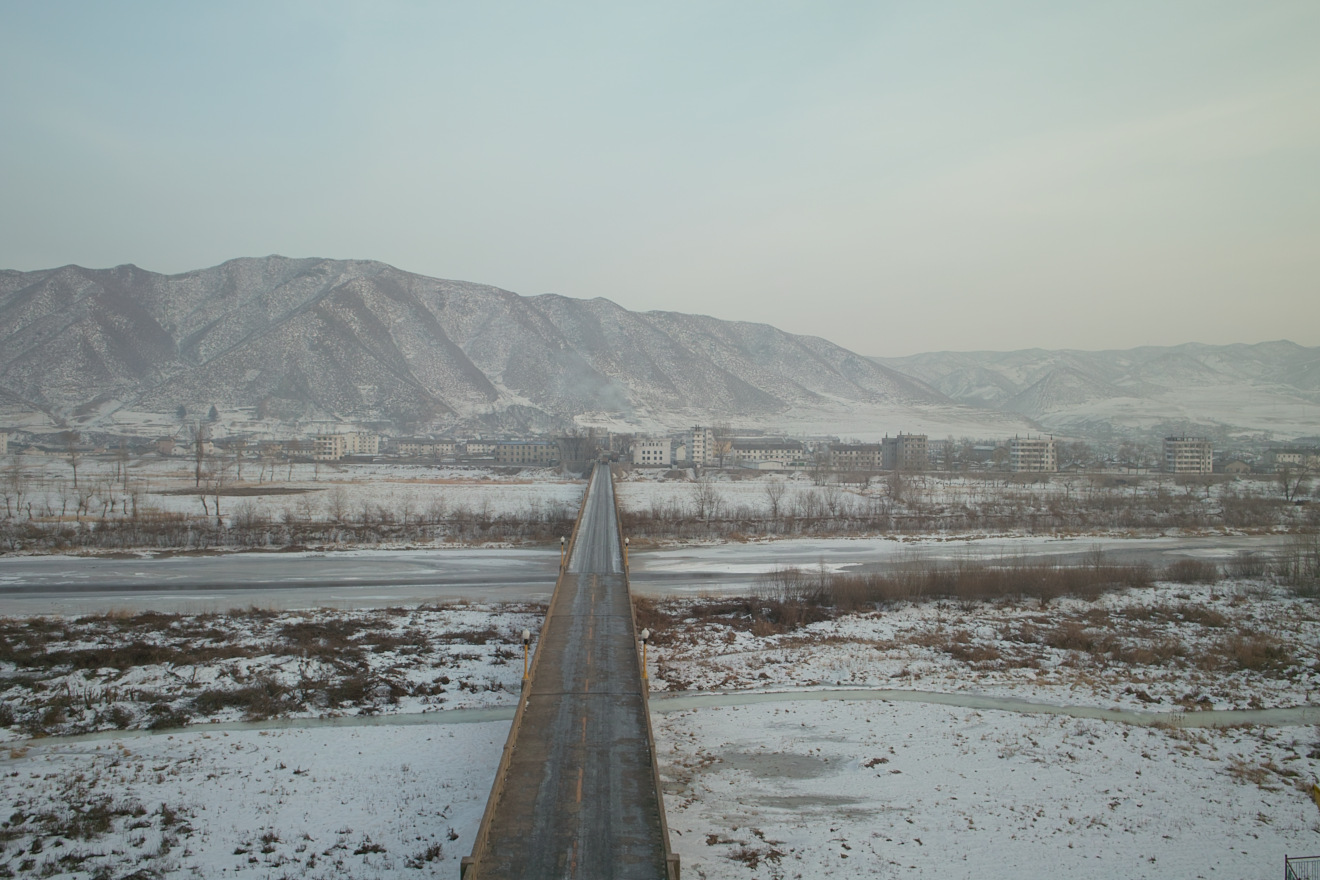
Pont sur le fleuve Tumen, construit en 1941
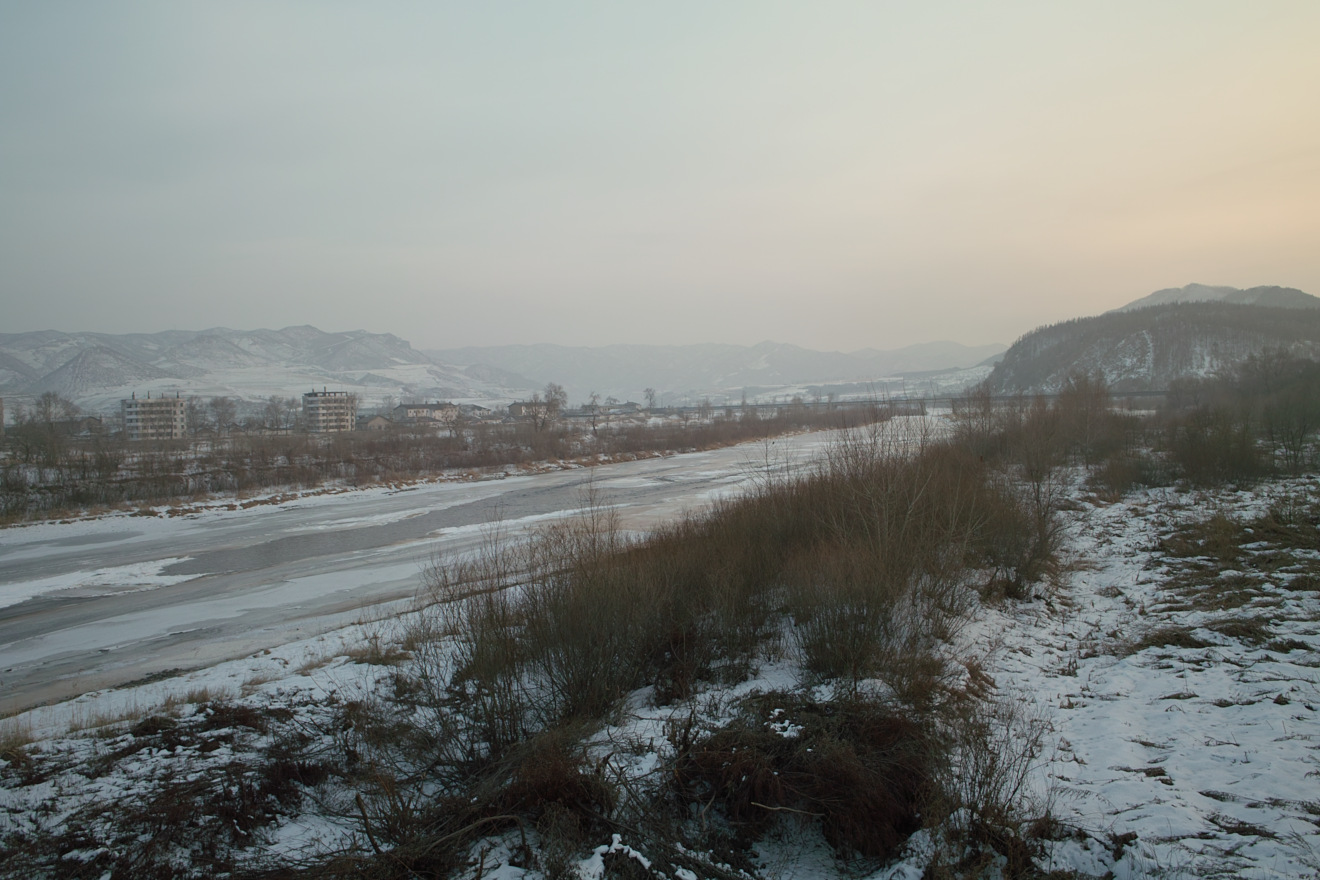
La Corée du Nord est sur l'autre rive
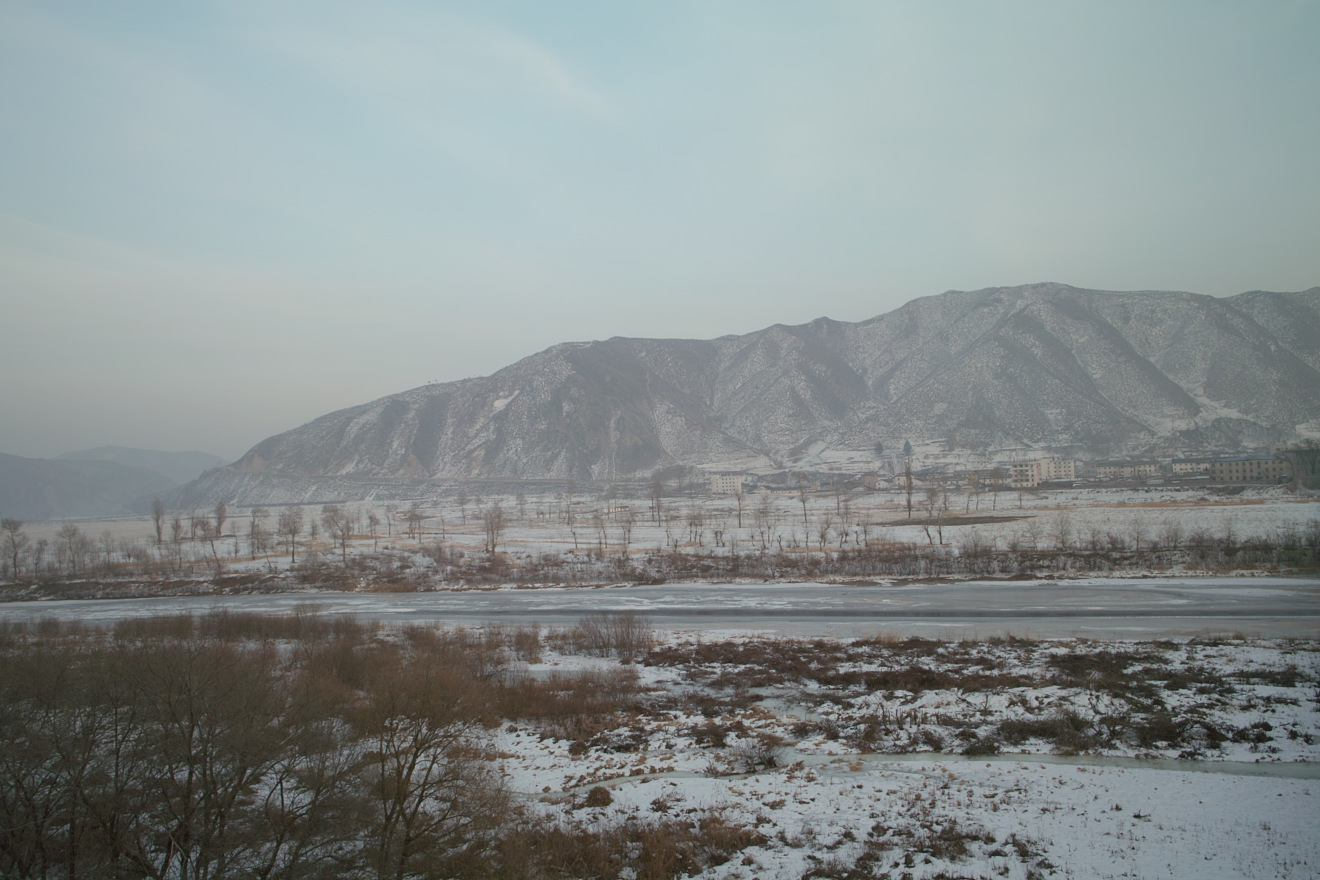

## Projet
Un projet de développement de la rivière Tumen est en cours et prévoit, pour un financement avoisinant les 30 milliards de dollars, la construction de 11 ports. Le projet fait intervenir six pays : la Chine, la Corée du Nord et la Corée du Sud, la Russie, la Mongolie et le Japon. Son but est d'utiliser les richesses et le savoir-faire de chaque pays pour transformer l'Asie du Nord-Est en une vaste zone d'échanges commerciaux, attractive pour les investisseurs du monde entier et destinée à accroître le bien-être de la population.
Ce projet ambitieux confère à la rivière Tumen un avenir très prometteur. La rivière est d'ores et déjà surnommée  la « Rotterdam de l'Extrême-Orient », la « Hong-Kong du Nord » ou encore le « Triangle d'Or »[réf. nécessaire].